# Kevin John Dunn
Kevin John Dunn (* 9. Juli 1950 in Stoke-on-Trent, England; † 1. März 2008 in Newcastle upon Tyne, England) war römisch-katholischer Bischof von Hexham und Newcastle in England.

## Leben
Kevin John Dunn empfing am 17. Januar 1976 die Priesterweihe.
2004 wurde er von Johannes Paul II. zum 12. Bischof des Bistums Hexham und Newcastle ernannt. Die Bischofsweihe spendete ihm am 25. Mai 2004 sein Amtsvorgänger Michael Ambrose Griffiths; Mitkonsekratoren waren der Erzbischof von Liverpool, Patrick Kelly und der Erzbischof von Birmingham, Vincent Nichols.
Er war befreundet mit seinem anglikanischen Nachbarn Nicholas Thomas Wright, dem Bischof von Durham.